# Halichoanolaimus chordiurus
Halichoanolaimus chordiurus is een rondwormensoort uit de familie van de Selachinematidae. De wetenschappelijke naam van de soort is voor het eerst geldig gepubliceerd in 1955 door Gerlach.